# マット・マギル
マシュー・ウィリス・マギル（Matthew Willis Magill，1989年11月10日 - ）は、アメリカ合衆国カリフォルニア州ベンチュラ郡シミバレー出身の元プロ野球選手（投手）。右投右打。

## 経歴

### プロ入りとドジャース時代
2008年のMLBドラフト31巡目（全体937位）でロサンゼルス・ドジャースから指名され、6月20日に契約。契約後、傘下のルーキー級ガルフ・コーストリーグ・ドジャースでプロデビュー。11試合（先発3試合）に登板して1勝2敗1セーブ、防御率3.34、25奪三振を記録した。
2009年はパイオニアリーグのルーキー級オグデン・ラプターズでプレーし、15試合に先発登板して6勝3敗、防御率4.00、55奪三振を記録した。
2010年はA級グレートレイクス・ルーンズでプレーし、24試合（先発20試合）に登板して7勝4敗2セーブ、防御率3.28、135奪三振を記録した。
2011年はA+級ランチョクカモンガ・クエークスでプレーし、26試合（先発21試合）に登板して11勝5敗、防御率4.33、126奪三振を記録した。
2012年はAA級チャタヌーガ・ルックアウツでプレーし、26試合に先発登板して11勝8敗、防御率3.75、168奪三振を記録した。オフの11月20日にドジャースとメジャー契約を結び、40人枠入りを果たした。
2013年は開幕をAAA級アルバカーキ・アイソトープスで迎え、4月27日にメジャー昇格。同日のミルウォーキー・ブルワーズ戦で先発起用されメジャーデビュー。6.2回を投げ4安打2失点2四球7奪三振だった。6月10日にAAA級アルバカーキへ降格した。この年メジャーでは6試合に先発登板して0勝2敗、防御率6.51、26奪三振を記録した。
2014年3月11日にAAA級アルバカーキへ配属され、開幕を迎えた。この年はメジャーでの登板は無く、AAA級アルバカーキで36試合（先発12試合）に登板して7勝6敗、防御率5.21、70奪三振を記録した。

### レッズ時代
2014年12月3日にクリス・ハイジーとのトレードで、シンシナティ・レッズへ移籍した。
2015年6月7日に自由契約となるが、18日にマイナー契約で再契約した。この年は傘下のAAA級ルイビル・バッツで3試合の登板に留まった。
2016年、マイナーではAA級ペンサコーラ・ブルーワフーズとAAA級ルイビルでプレーし、2球団合計で38試合に登板して4勝1敗、防御率4.85、59奪三振を記録した。9月12日にメジャー契約を結んでアクティブ・ロースター入りした。この年メジャーでは5試合に登板して防御率6.23、1奪三振を記録した。レギュラーシーズン終了後の10月10日にマイナー契約でAAA級ルイビルへ配属された後、11月7日にFAとなった。

### パドレス傘下時代
2017年1月30日にサンディエゴ・パドレスとマイナー契約を結んだ。この年は傘下のルーキー級アリゾナリーグ・パドレスとAAA級エル・パソ・チワワズでプレーし、2球団合計で20試合（先発18試合）に登板して6勝5敗、防御率3.87、78奪三振を記録した。オフの11月6日にFAとなった。

### ツインズ時代
2018年1月25日にミネソタ・ツインズとマイナー契約を結んだ。開幕は傘下のAAA級ロチェスター・レッドウイングスで迎え、4月28日にメジャー契約を結んでアクティブ・ロースター入りした。この年は40試合に登板して3勝3敗、防御率3.81、56奪三振を記録した。
2019年7月18日にDFAとなった。

### マリナーズ時代
2019年7月21日に金銭トレードで、シアトル・マリナーズへ移籍した。　
2020年10月22日に自由契約となったが、11月5日にマイナー契約で再契約した。
2021年3月27日に再び自由契約となった後、3月30日に改めて2年間のマイナー契約を結んだと報じられ、4月1日に正式公示された。
2022年2月3日に自身のツイッター上で現役引退を発表した。

## 詳細情報

### 年度別投手成績
| 年 度    | 球 団    | 登 板 | 先 発 | 完 投 | 完 封 | 無 四 球 | 勝 利 | 敗 戦 | セ 丨 ブ | ホ 丨 ル ド | 勝 率 | 打 者 | 投 球 回 | 被 安 打 | 被 本 塁 打 | 与 四 球 | 敬 遠 | 与 死 球 | 奪 三 振 | 暴 投 | ボ 丨 ク | 失 点 | 自 責 点 | 防 御 率 | W H I P |
| -------- | -------- | ----- | ----- | ----- | ----- | -------- | ----- | ----- | -------- | ----------- | ----- | ----- | -------- | -------- | ----------- | -------- | ----- | -------- | -------- | ----- | -------- | ----- | -------- | -------- | ------- |
| 2013     | LAD      | 6     | 6     | 0     | 0     | 0        | 0     | 2     | 0        | 0           | .000  | 137   | 27.2     | 27       | 6           | 28       | 1     | 1        | 26       | 1     | 0        | 25    | 20       | 6.51     | 1.99    |
| 2016     | CIN      | 5     | 0     | 0     | 0     | 0        | 0     | 0     | 0        | 0           | ----  | 20    | 4.1      | 5        | 1           | 5        | 0     | 0        | 1        | 0     | 0        | 3     | 3        | 6.23     | 2.31    |
| 2018     | MIN      | 40    | 0     | 0     | 0     | 0        | 3     | 3     | 0        | 6           | .500  | 249   | 56.2     | 58       | 11          | 23       | 0     | 3        | 56       | 0     | 0        | 24    | 24       | 3.81     | 1.43    |
| 2019     | MIN      | 28    | 0     | 0     | 0     | 0        | 2     | 0     | 0        | 0           | 1.000 | 133   | 28.1     | 30       | 4           | 15       | 1     | 2        | 36       | 2     | 0        | 21    | 14       | 4.45     | 1.59    |
| 2019     | SEA      | 22    | 0     | 0     | 0     | 0        | 3     | 2     | 5        | 1           | .600  | 96    | 22.1     | 21       | 3           | 5        | 2     | 0        | 28       | 3     | 0        | 10    | 9        | 3.63     | 1.16    |
| '19計    | SEA      | 50    | 0     | 0     | 0     | 0        | 5     | 2     | 5        | 1           | .714  | 229   | 50.2     | 51       | 7           | 20       | 3     | 2        | 64       | 5     | 0        | 31    | 23       | 4.09     | 1.40    |
| 2020     | SEA      | 11    | 0     | 0     | 0     | 0        | 0     | 1     | 0        | 2           | .000  | 45    | 10.1     | 9        | 3           | 6        | 0     | 0        | 11       | 1     | 0        | 7     | 7        | 6.10     | 1.45    |
| MLB：5年 | MLB：5年 | 112   | 6     | 0     | 0     | 0        | 8     | 8     | 5        | 9           | .500  | 680   | 149.2    | 150      | 28          | 82       | 4     | 6        | 158      | 7     | 0        | 90    | 77       | 4.63     | 1.55    |

### 年度別守備成績
| 年 度 | 球 団 | 投手（P） | 投手（P） | 投手（P） | 投手（P） | 投手（P） | 投手（P） |
| 年 度 | 球 団 | 試 合     | 刺 殺     | 補 殺     | 失 策     | 併 殺     | 守 備 率  |
| ----- | ----- | --------- | --------- | --------- | --------- | --------- | --------- |
| 2013  | LAD   | 6         | 0         | 3         | 0         | 0         | 1.000     |
| 2016  | CIN   | 5         | 0         | 2         | 0         | 1         | 1.000     |
| 2018  | MIN   | 40        | 2         | 4         | 0         | 0         | 1.000     |
| 2019  | MIN   | 28        | 0         | 3         | 0         | 0         | 1.000     |
| 2019  | SEA   | 22        | 2         | 1         | 0         | 0         | 1.000     |
| '19計 | SEA   | 50        | 2         | 4         | 0         | 0         | 1.000     |
| 2020  | SEA   | 11        | 0         | 0         | 0         | 0         | ----      |
| MLB   | MLB   | 112       | 4         | 13        | 0         | 1         | 1.000     |

### 背番号
- 36（2013年）
- 60（2016年）
- 68（2018年 - 2019年7月17日）
- 61（2019年7月23日 - 2020年）